# Tōma
Tōma (jap. 当麻町 Tōma-chō) – miasto w Japonii, w prefekturze Hokkaido, w podprefekturze Kamikawa. Według danych na rok 2020 miejscowość zamieszkiwało 6 319 mieszkańców , a gęstość zaludnienia wyniosła 30,8 os./km².